# Križ sv. Damjana
Križ sv. Damjana je veliki romanički križ u Italiji, pred kojim je molio sv. Franjo Asiški kada je imao viđenje: "Franjo, idi i obnovi moju Crkvu".
Sada se nalazi u Bazilici sv. Klare (tal. Basilica di Santa Chiara) u Asizu, u Italiji, a replika se nalazi u crkvi sv. Damjana koja je u blizini i gdje je križ izvorno stajao. Franjevci poštuju ovaj križ kao simbol njihove misije od Boga. Križ je u obliku ikone, jer osim glavnog lika Krista, sadrži slike drugih svetaca i ljudi vezanih uz događaj Kristova raspeća. Tradicija takvih obojanih raspela počela je u Istočnom kršćanstvu, a u Italiju je stigla preko Crne Gore i Hrvatske.
Djelo je nepoznatog autora (vjerojatno nekog redovnika) iz okolice Asiza, a nastao je između 1000. i 1050. nadahnut kanonskim Evanđeljima i crkvenom predajom.
Ovaj križ je duhovna baština franjevačkih zajednica, no u posljednje vrijeme on i prelazi ove okvire te postaje duhovna baština cijele Crkve, a posebno mlađih generacija.

## Vanjske poveznice
- Tumačenje Križa sv. Damjana
- Križ s kojega je Raspeti progovorio čovjeku!